# Třešť
Třešť (tjekkisk udtale: [ˈtr̝̊ɛʃc] ; tysk: Triesch) er en by i distriktet  Jihlava i  regionen Vysočina i Tjekkiet med  omkring 5.700 indbyggere. Den historiske bymidte er velbevaret og er beskyttet ved lov som en urban monumentzone.
Landsbyerne Buková, Čenkov og Salavice er administrative dele af Třešť.

## Geografi
Třešť ligger omkring 14 km  sydvest for Jihlava i Křižanov højlandet. Det højeste punkt er Špičák-bakken som er 734 meter  over havets overflade. Toppen af Špičák med dens omgivelser er beskyttet som et nationalt naturreservat. Třešťský-strømmen løber gennem byen. Området er rigt på fiskedamme.

## Historie
Den første skriftlige omtale er fra 1349, hvor Sankt Martins kirke blev dokumenteret. Třešť var oprindeligt en lille sognelandsby ved krydset mellem to handelsruter. Siden oprettelsen har der været  jødiske samfund i Třešť.
Třešť var kendt for kunsthåndværk og i det 19. århundrede for sin industri. Produktionen af møbler og tændstikker blev etableret, og tekstil- og ingeniørindustrien blomstrer. Industriboomet var jødiske iværksætteres arbejde. Det jødiske samfund faldt i første halvdel af det 20. århundrede og forsvandt som følge af Holocaust.
Indtil 1901 var Třešť den største købstad i Mähren. I 1901 blev det forfremmet til en by.

## Transport
Třešť ligger på jernbanelinjerne Havlíčkův Brod – Slavonice og Jihlava – Dačice. Byen betjenes af to jernbanestationer.

## Seværdigheder
Kirken Sankt Martin blev grundlagt i det 13. århundrede og er det ældste monument i byen. 
Kirken Sankt Catherine af Siena blev grundlagt i det 16. århundrede som en luthersk kirke. Efter at den blev beskadiget af brand, blev den fornyet i 1842.
Třešť Slot blev skabt ved genopbygning af en fæstning fra 1513. Det har en 15 hektar  stor park i engelsk stil. I dag fungerer det som hotel.
Det jødiske samfund mindes ved Empire-bygningen med den tidligere synagoge fra 1824, af den jødiske kirkegård, der blev grundlagt i begyndelsen af det 18. århundrede, og ved monumentet over de jødiske ofre.